# 羅馬歷史
罗马共和国 509–27 BC

罗马帝国 27 BC–AD 395

西罗马帝国 286–476

意大利王国 476–493

西哥特王国 493–553

 東羅馬帝國 553–751

伦巴第王国 751–756

 教宗国 756–1798

 罗马共和国 1798–1799

 教宗国 1799–1809

 法兰西第一帝国 1809–1814

 教宗国 1814–1849

 罗马共和国 1849

 教宗国 1849–1870

 義大利王國 1870–1946

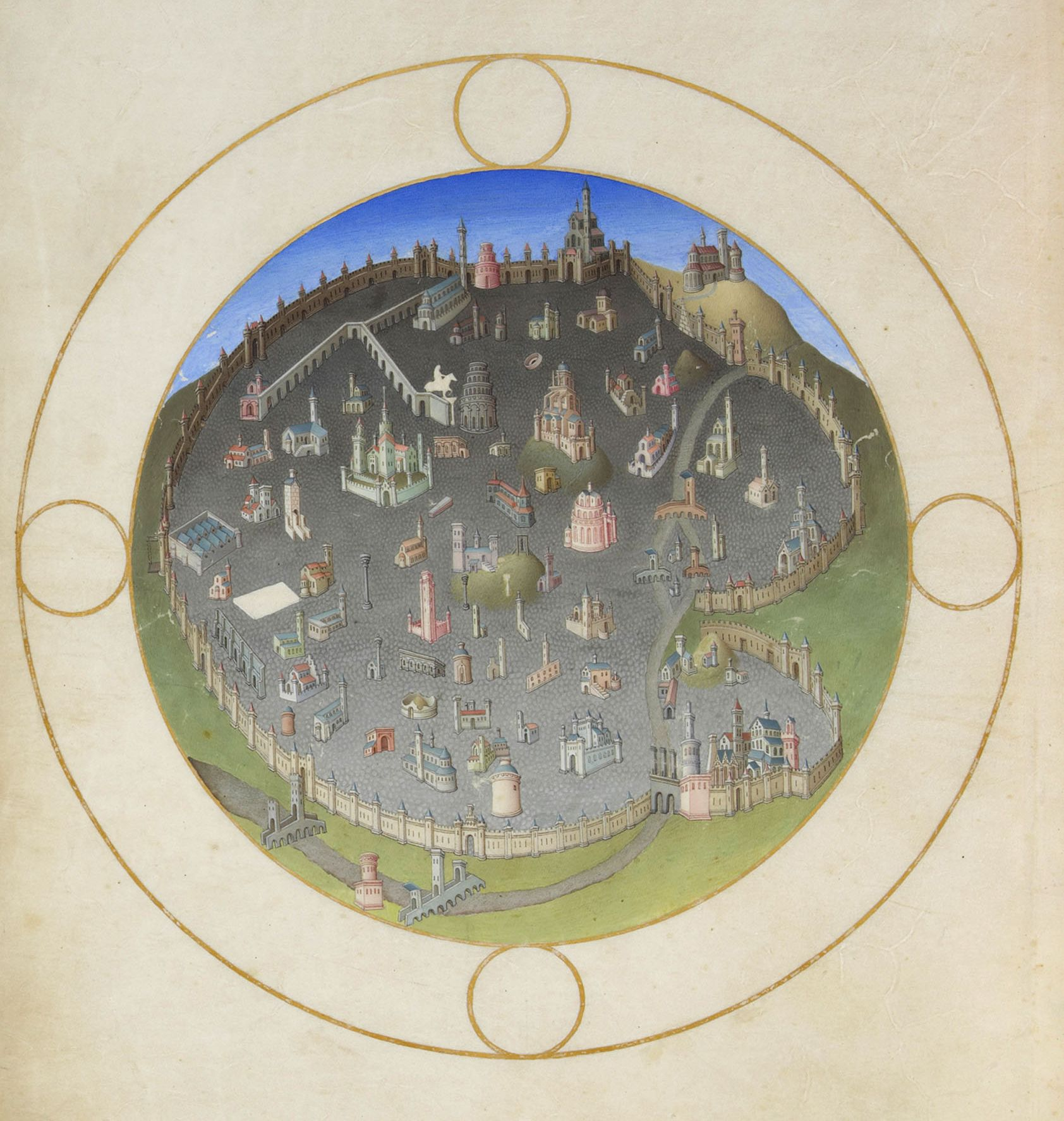
最美時禱書中關於羅馬城的描繪

羅馬市的歷史可以追溯至2,800年前建城時，後來由來義大利人的村落，逐漸發展成一座城市，並成為羅馬王國、羅馬共和國和羅馬帝國的首都。羅馬市在1871年成為義大利的首都。

## 古羅馬

### 羅馬共和國
由元老院掌握實權並選出2位執政官來發布命令。

### 羅馬帝國
屋大維被稱奧古斯都，握有實權。
羅馬帝國以羅馬城為中心，版圖不斷擴張，逐漸控制了整個地中海區域。這個成功歸根于軍事征服和經濟優勢，以及對鄰近文明有選擇性地同化，尤其是對伊特魯里亞和古希臘。羅馬人的統治擴張到了幾乎整個歐洲和地中海沿岸，公元前1世紀，羅馬已經成為一座擁有一百萬人口的城市，無論從地理上還是從政治上，都是羅馬帝國的中心。當時的羅馬已經擁有了一整套有效的給水和排水系統，完整的城市道路網，和有效運作的城市消防和警察系統。儘管如此，屋大維時期大興土木所建造的建築在64年尼祿（54年—68年在位）統治下羅馬城的一場大火中遭到嚴重毀壞。
在弗拉維王朝（69年—96年）的統治下，羅馬開始了大規模的城市建設，在這一時期建造了一大批著名的建築，如羅馬鬥獸場和帝國議事廣場的一部分，剩下的一部分由圖拉真（98年—117年在位）在2世紀初完成，卡拉卡拉（211年—217年在位）和戴克里先（284年—305年）的公共浴場以及周邊的圖書館，成為了羅馬生活中的固定內容。這一段時期被認為是羅馬帝國最鼎盛的時期，戴克里先執政時期，羅馬的人口數達到最高點，但是由於羅馬帝國的皇帝熱衷於排場，建造越來越宏偉的建築，如巴西利卡，羅馬帝國開始走上了衰敗之路，羅馬也隨之卻即將失去它的政治地位，最後被攻占。

## 近代
17世紀羅馬人口再次大幅增長達到了10萬人，但是因為受到反宗教改革運動的影響，羅馬在接下來的幾個世紀仍舊落後于歐洲其他國家的首都。

### 義大利統一
19世紀發生了民族主義運動，羅馬先後兩次得而復失了短暫的獨立地位，成為維托里奧·埃馬努埃萊二世發起的義大利統一運動的希望焦點。義大利在1861年終於統一併成立義大利王國，羅馬在1871年成為義大利王國的首都。1929年墨索里尼代表義大利政府和羅馬教廷訂立拉特蘭條約，羅馬教廷承認羅馬作為義大利國家首都的地位，義大利政府則承認羅馬教廷對梵蒂岡範圍內的主權。